# Lars Larsen
Lars Lenny Larsen, född 6 december 1970, är en dansk fotbollsspelare, känd för sin tid i Örebro SK. 
Han slutade med fotbollen efter Allsvenskan 2007. På sin rygg bar han nummer 5. Under sin sista säsong för Örebro SK medverkade han i alla 26 matcherna, men blev utbytt tre gånger.
Han är gift med den före detta riksdagsledamoten Sofia Larsen (C).

## Statistik
- Säsongen 2007: 26 matcher, 3 mål
- Säsongen 2006: 30 matcher, 8 mål
- Säsongen 2005:  6 matcher, 0 mål
- Säsongen 2004: 23 matcher, 6 mål
- Säsongen 2003: 24 matcher, 3 mål